# Sendelle (Pontevedra)
Sendelle (oficialmente Santa Cruz de Sendelle) es una parroquia española del municipio de Creciente, perteneciente a la provincia de Pontevedra, en la comunidad autónoma de Galicia.

## Historia
Hacia mediados del siglo XIX, la parroquia, ya por entonces perteneciente a Creciente, tenía contabilizada una población de doscientos habitantes. Aparece descrita en el decimocuarto volumen del Diccionario geográfico-estadístico-histórico de España y sus posesiones de Ultramar de Pascual Madoz con las siguientes palabras:

SENDELLE (Santa Cruz): felig. en la prov. de Pontevedra (8 leg.), part. jud. de Cañiza (1) dióc. de Tuy (8), ayunt. de Crecente (3/4). sit. á la der. del r. Miño; reinan con mas frecuencia los aires del N. y S.; el clima es templado y sano. Tiene 50 casas en los lugares de Aldemir, Aspereira, Coto, Longares, Loura, Gumida, Pedreira, Portela, Quintela y Pazo. La igl. parroquial (Sta. Cruz) es dependiente de la col. de San Pedro de Crecente, y está servida por un cura de primer ascenso y nombramiento real y del abad de la col. de Crecente, de la cual es aneja. Confina: N. Angudes; E. y O. r. Miño, y S. Freijo. El terreno es costanero, pero de buena calidad; comprende parte de un monte llamado la Virgen del Camino, cuyos pastos son comunes á esta y otras parr. Atraviesa por el térm. un camino que por las barcas de Sendelle y Portancho sobre el Miño conduce á Rivadavia, de cuya v. se recibe el correo. prod.: maiz, centeno, cebada, lino, patatas, vino y castañas; hay ganado vacuno y lanar; caza de perdices y conejos, y pesca de varias especies. pobl.: 50 vec., 200 alm. contr.: con su ayunt. (V.).
(Madoz, 1849, p. 169)

En 2022 tenía empadronados 53 habitantes.